# ستيفن بارك تورنر
ستيفن بارك تورنر (بالإنجليزية: Stephen Turner)‏ هو فيلسوف أمريكي، ولد في 1 مارس 1951.